# 윤인수 (야구인)
윤인수(1974년 4월 12일 ~ )은 전 KBO 리그 야구 선수의 외야수이다.

## 출신학교
- 1990년 ~ 1993년 : 부산고등학교
- 1993년 ~ 1997년 : 중앙대학교 (2002학번)